# Зеравшанский округ (Российская империя)
Зеравша́нский о́круг — административное образование в составе Среднеазиатских владений Российской империи.

## История
Образован в конце июня 1868 года из восточной части Бухарского ханства, занятой в этом году российскими войсками; в состав округа вошли города Самарканд, Ургут, Каттакурган, Чилек, Янги-Курган и Пайшанба, с округами. В конце 1868 года к округу был присоединен г. Пенджикент с его селениями. В 1870 и 1871 годах к Зеравшанскому округу были присоединены все бекства верховья Зеравшана (см. также Матча) и Фарабское бекство, расположенное в верховьях Кашкадарьи.
С 1 января 1887 года Зеравшанский округ включён в состав вновь образованной Самаркандской области.
В советское время значительная часть округа отошла к Таджикистану, тогда как остальная часть Самаркандской области вошла в Узбекистан.